# Basiliek van St. Nazaire en St. Celsus

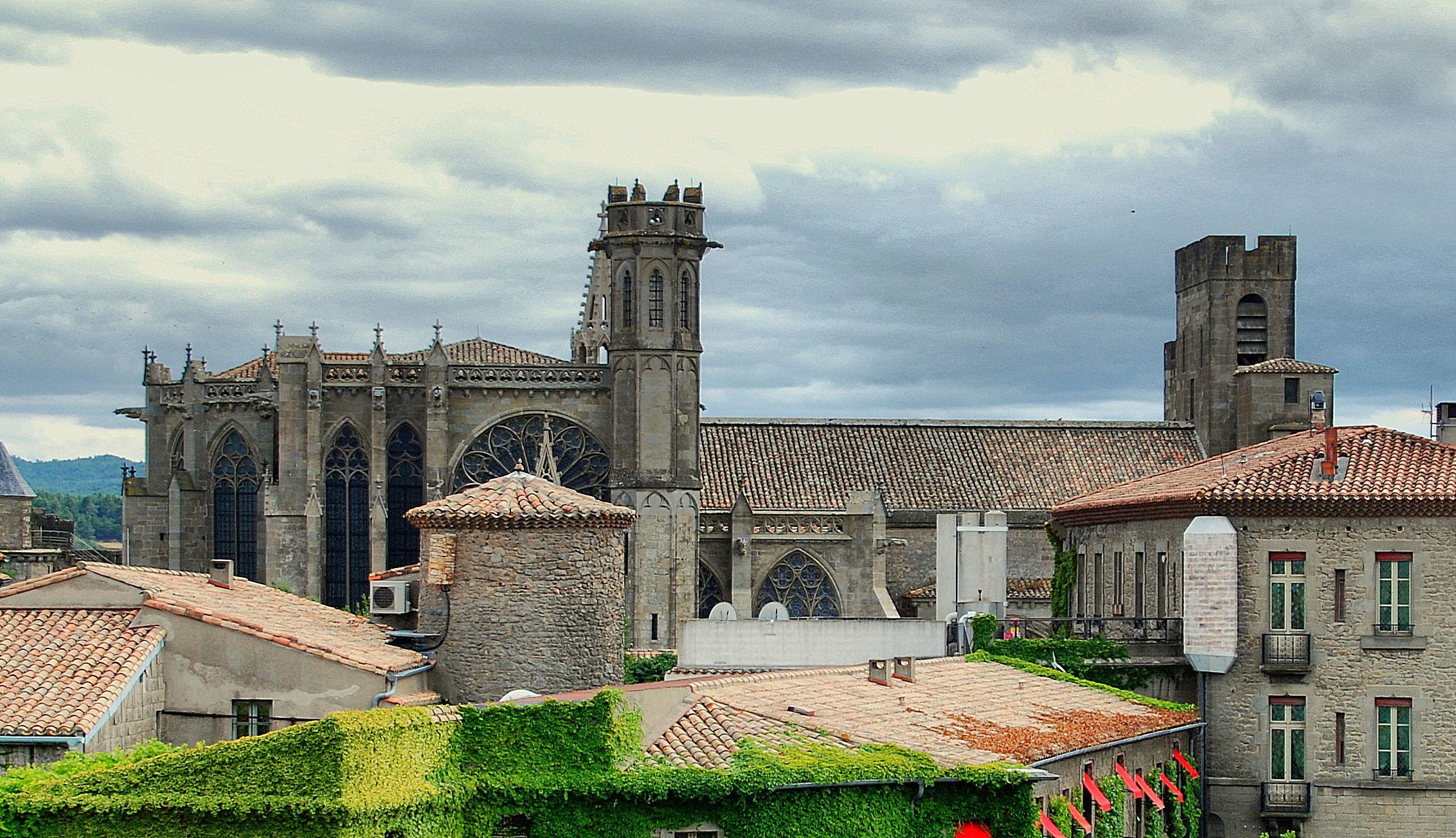
Gotisch koor (links) en het lagere Romaanse schip (rechts) van de voormalige kathedraal

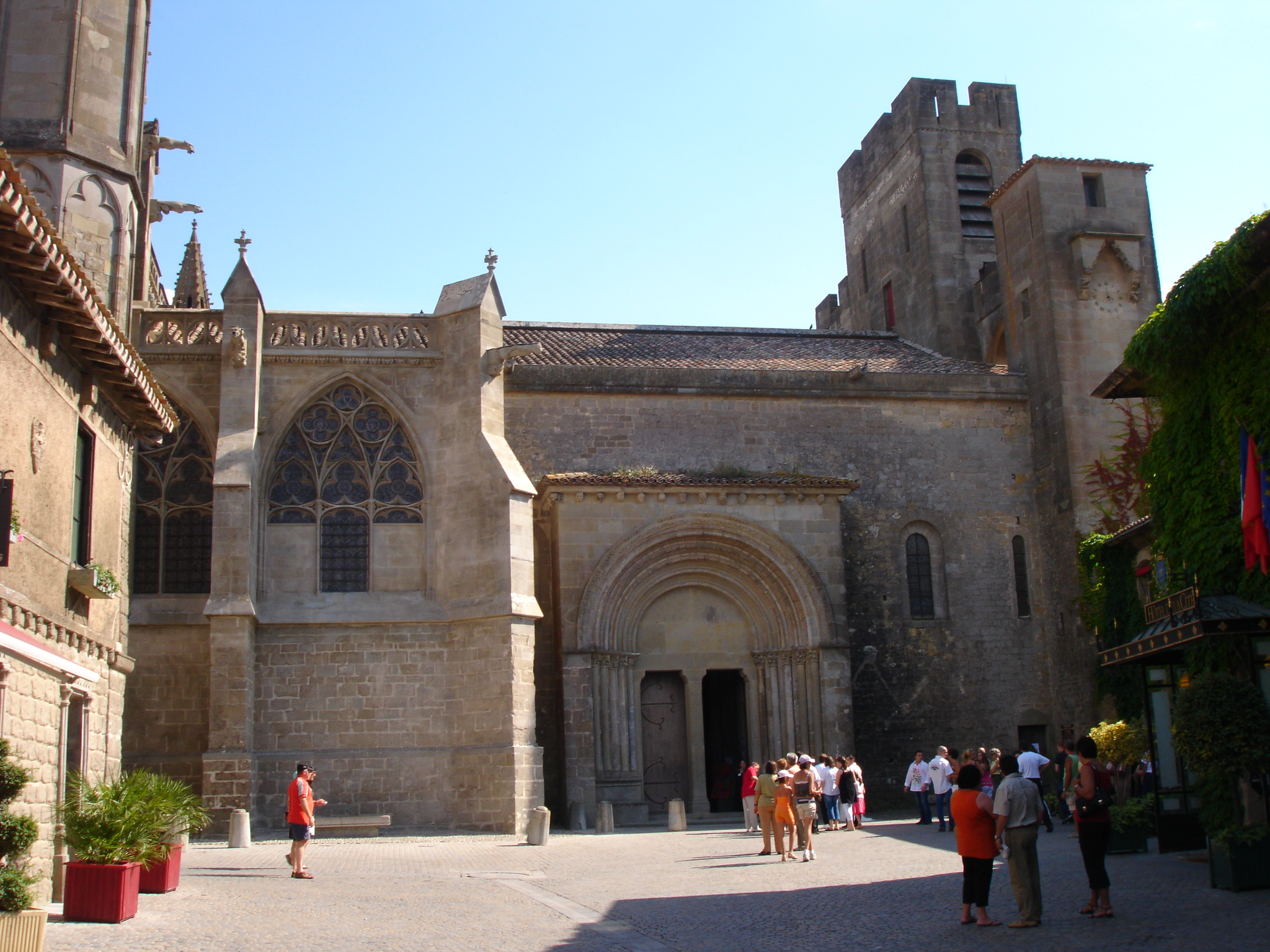
Noordkant met portaal in romaanse stijl

De Basiliek van St. Nazaire en St. Celsus, voorheen de Kathedraal van Carcassonne, in Carcassonne behoort tot de belangrijkste religieuze gebouwen in Zuid-Frankrijk. Stad en kerk lagen aan een aftakking van de Jacobsweg naar Santiago de Compostela, de Via Tolosana. De middeleeuwse kerk met een romaans schip en een gotisch koor staat op het hoogste punt in het centrum van de Cité van Carcassonne.

## Geschiedenis
In juni 1096 bezocht paus Urbanus II de stad en zegende de stenen die voor de bouw waren bestemd. De bouw van de romaanse hallenkerk was waarschijnlijk rond het midden van de 12e eeuw klaar. Na de aansluiting van het graafschap Carcassonne bij de Franse kroon werd in de jaren 1269–1330 de bouw van het oostelijk deel, met het koor en transept in gotische stijl uitgevoerd.
Bij het Concordaat van 1801 werden de Franse bisdommen opnieuw ingedeeld. De bisschopszetel van Carcassonne werd verplaatst naar de kerk van Saint-Michel in de bevolkingsrijke benedenstad (ville-basse). In het jaar 1840 werd de voormalige kathedraal als Monument historique aangewezen. Rond het midden van de 19e eeuw vond een grondige reconstructie plaats van de westgevel, het noordportaal en enkele waterspuwers, door Viollet-le-Duc. Wegens de historische betekenis werd het kerkgebouw in 1898 door paus Leo XIII tot basilica minor verheven.

## Architectuur

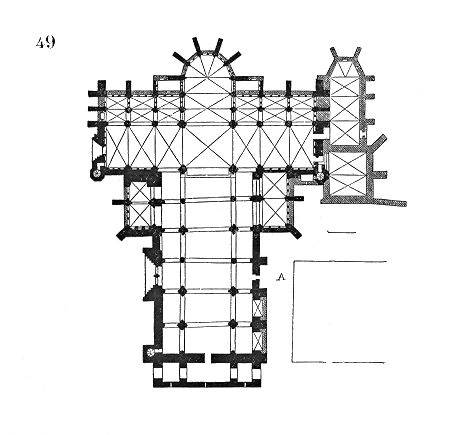
Plattegrond

Het gebouw is goed te onderscheiden in de Romaanse hallenkerk met zijn verhoudingsgewijs lage bouw, en het hoge gotische koorgedeelte met steunberen. Aan de zuidzijde is een gotische bisschopskapel aanwezig. Aan beide zijden van het schip werden de zijbeuken met twee laatgotische kapellen uitgebreid, deze grenzen aan het transept. Het romaanse schip heeft een tongewelf met zes traveeën, het koor en transept een kruisribgewelf. Het in de 19e eeuw grotendeels vernieuwde romaanse portaal met ronde archivoltbogen en onbewerkte timpaan bevindt zich aan de noordzijde van de kerk.

## Interieur
Bij het betreden van het Romaanse deel, de hallenkerk, vallen de duidelijke lijnen van het -voor Zuid-Frankrijk vrij ongewone- driebeukige interieur op. Sommige onderzoekers leggen verband met de Noordfranse bouwtraditie, zoals die bij de Abdij van Cluny is toegepast. Dit idee wordt ondersteund door het in het midden enigszins spits toelopende spitstongewelf van het middenschip. De eveneens spitse gordelbogen rusten op in de muur verwerkte zuilen, die afwisselend rond en vierkant zijn. De kapitelen tonen abstracte vormen en geometrische ornamenten. De smalle zijbeuken hebben een halfrond tongewelf, ook met gordelbogen. 

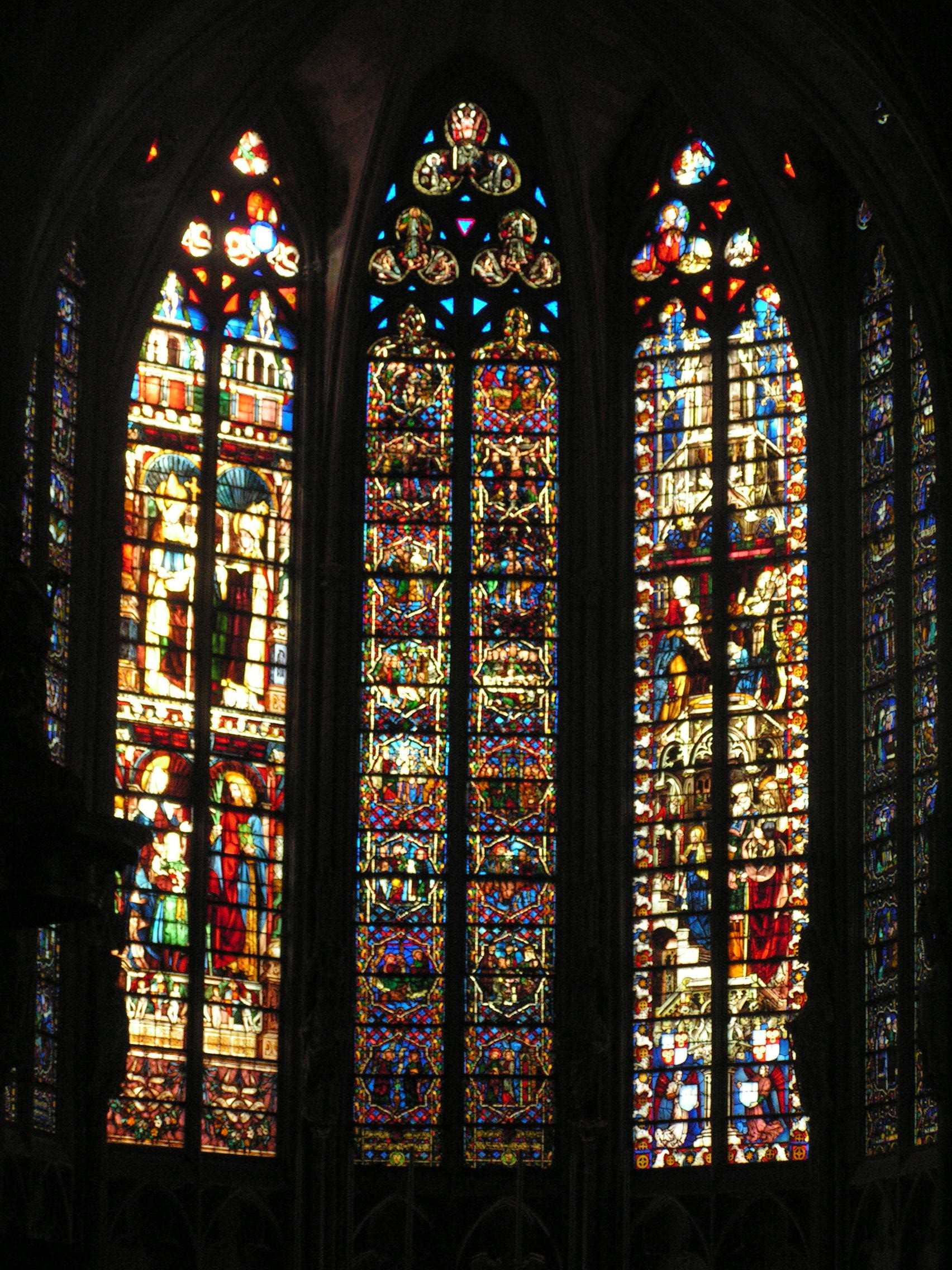
Apsisvensters, het middelste toont het leven van Jezus in 16 medaillons

Aan de oostkant is de ruimte tussen de steunberen in het bovenste deel voorzien van vensters, in het onderste deel van maaswerk. Ook dit is naar Noordfrans voorbeeld, bijvoorbeeld de Sainte-Chapelle in Parijs. Plaats voor een kooromgang was er niet, omdat de Franse koning Lodewijk IX van Frankrijk slechts de bebouwing van 2,5 meter openbare weg toestond. De beide roosvensters tonen kleine verschillen – bij die aan de zuidkant laten de zij- en bovenste zwikken licht door, wat op een enkele jaren jongere ouderdom duidt.

##### Vensters
De grote vensters in het koor en transept geven in dit deel van het gebouw een betere verlichting vergeleken met het donkerder romaanse schip. Het centrale glas-in-loodvenster in het koor uit 1280 is een van de oudste in Zuid-Frankrijk. Samen met de bovenste driepassen wordt het leven van Jezus in 16 medaillons getoond. Dit venster is omgeven door renaissancistische ramen. Ze worden gevolgd door glas-in-loodramen gewijd aan het leven van Petrus en Paulus aan de linkerkant en het leven van de beschermheiligen van de kerk, St. Nazarius en St. Celsus, aan de rechterkant, die dateren uit de jaren 1300-1310.
De glas-in-loodramen van de eerste twee kapellen van elke arm van het dwarsschip ontwikkelen zich rond het thema van de boom: de boom van Isaï omringd door profeten aan de linkerkant, en de levensboom, beide toegeschreven aan de jaren 1310-1320.

## Inrichting
- De vensters – vooral die van de apsis – hebben deels nog hun originele glas-in-loodvensters uit de 14e en 16e eeuw; een koorvenster toont scènes uit het lijden van Christus.
- Een reliëfsteen uit de middeleeuwen in het transept toont scènes van een belegering – mogelijk uit de tijd van de Albigenzische Kruistochten (1209–1229).
- Het graf van een bisschop uit het jaar 1266 toont een kleine liggende figuur (gisant) van de gestorvene met een groep rouwenden. engelen dragen de als een kleine figuur voorgestelde ziel van de dode naar de hemel.
- Het graf van Bischof Pierre de Rochefort (1300–1321) bevindt zich in een zijkapel tussen twee aartsdiakenen.
- Het orgel, waarvan het middendeel waarschijnlijk uit het midden van de 17e eeuw stamt, is een van de oudste in Zuid-Frankrijk. Enkele jaren voor de Franse revolutie voegde orgelbouwer Jean-Pierre Cavaillé verdere delen toe.

## Afbeeldingen

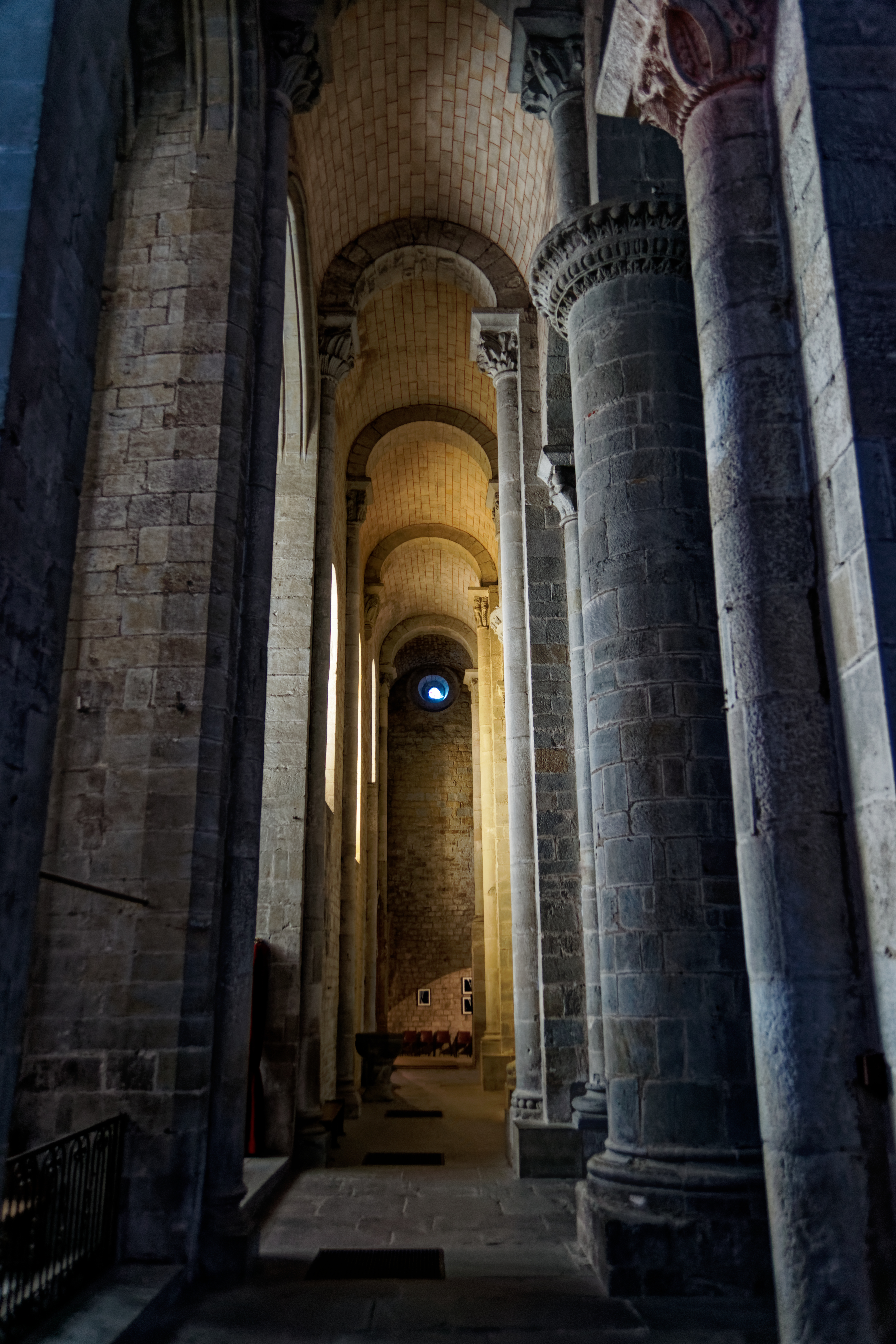
Zijbeuk van het middenschip
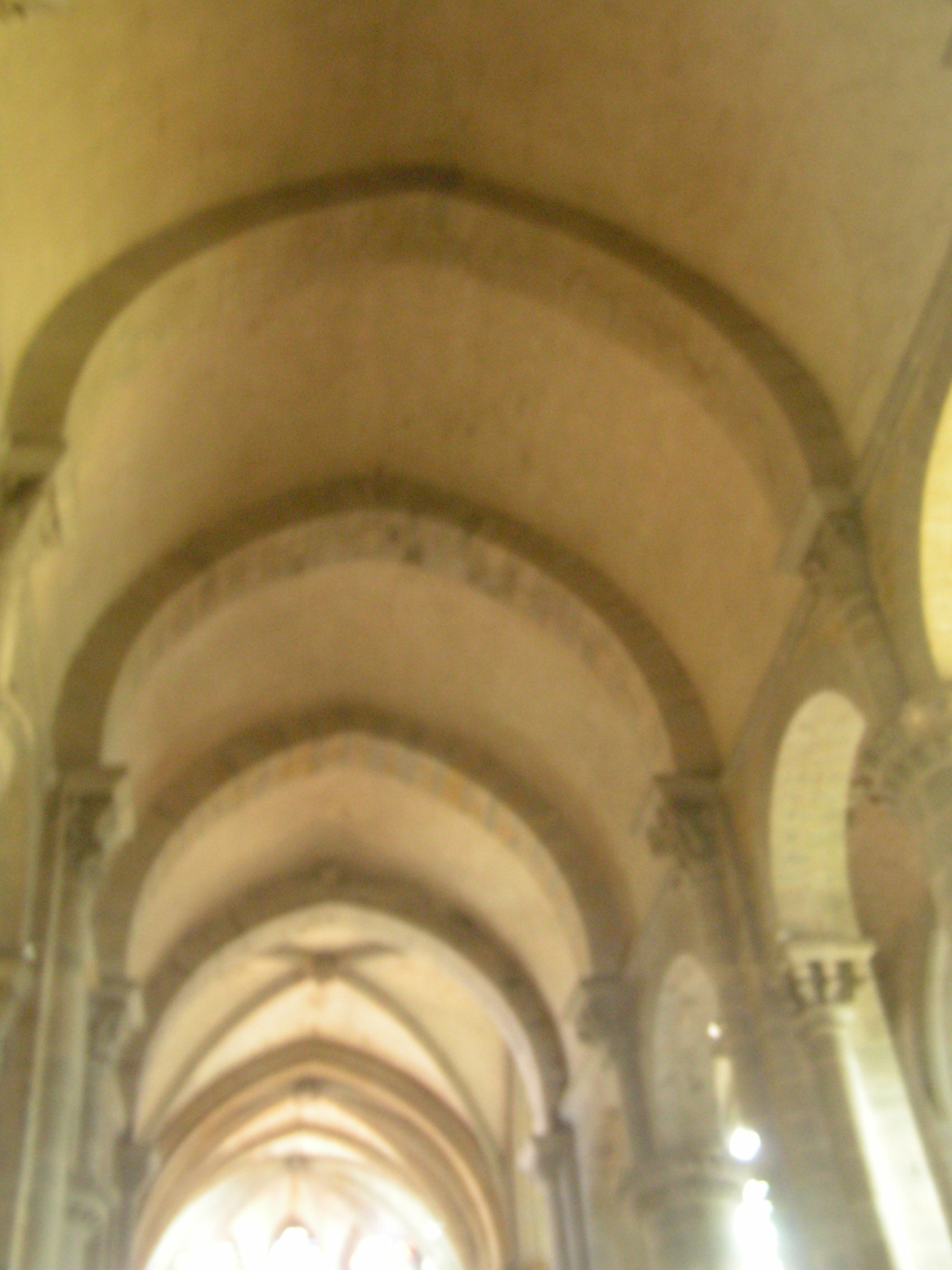
Romaans tongewelf in middenschip
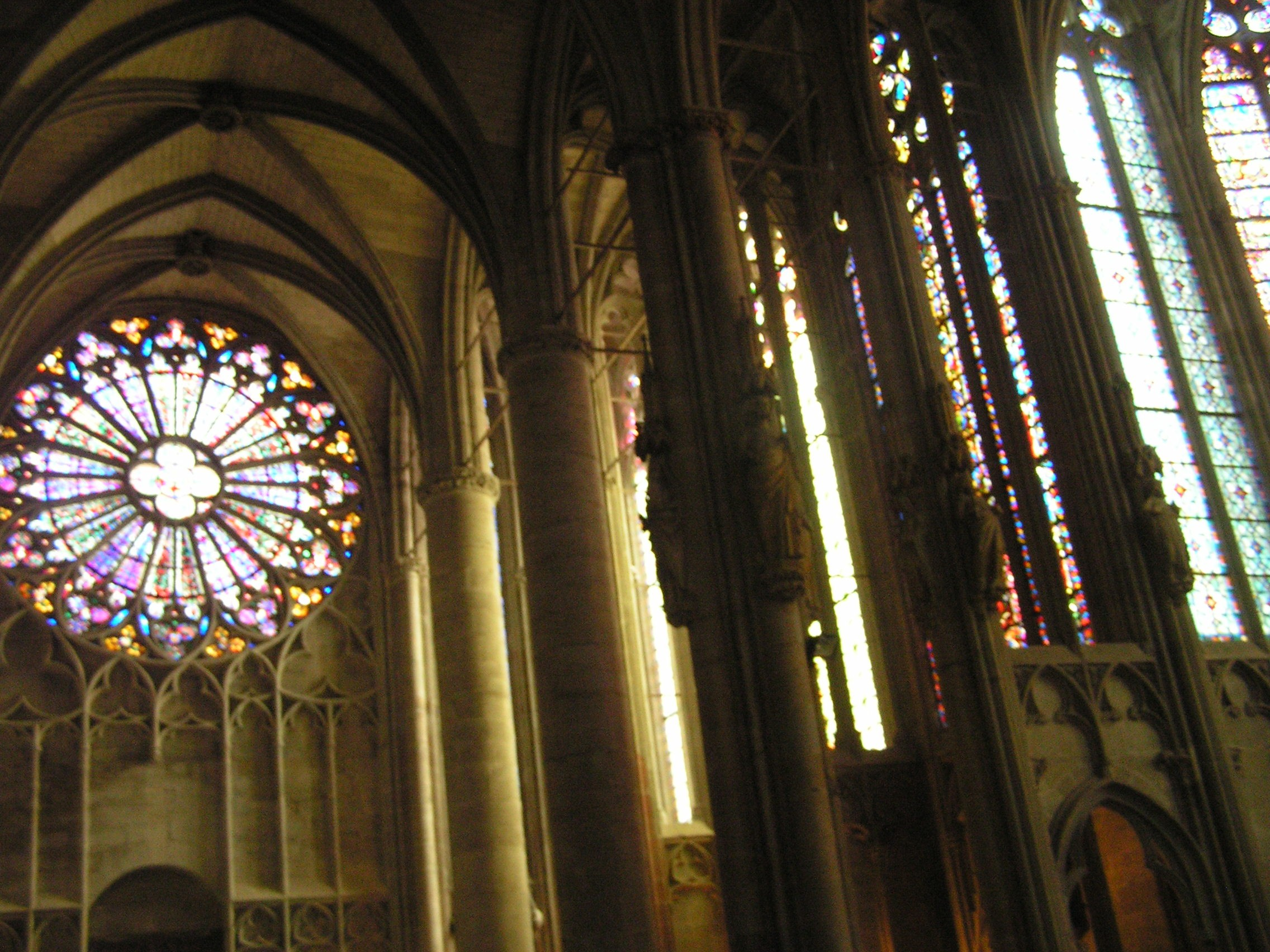
Noordelijk deel transept en koor (hooggotisch)
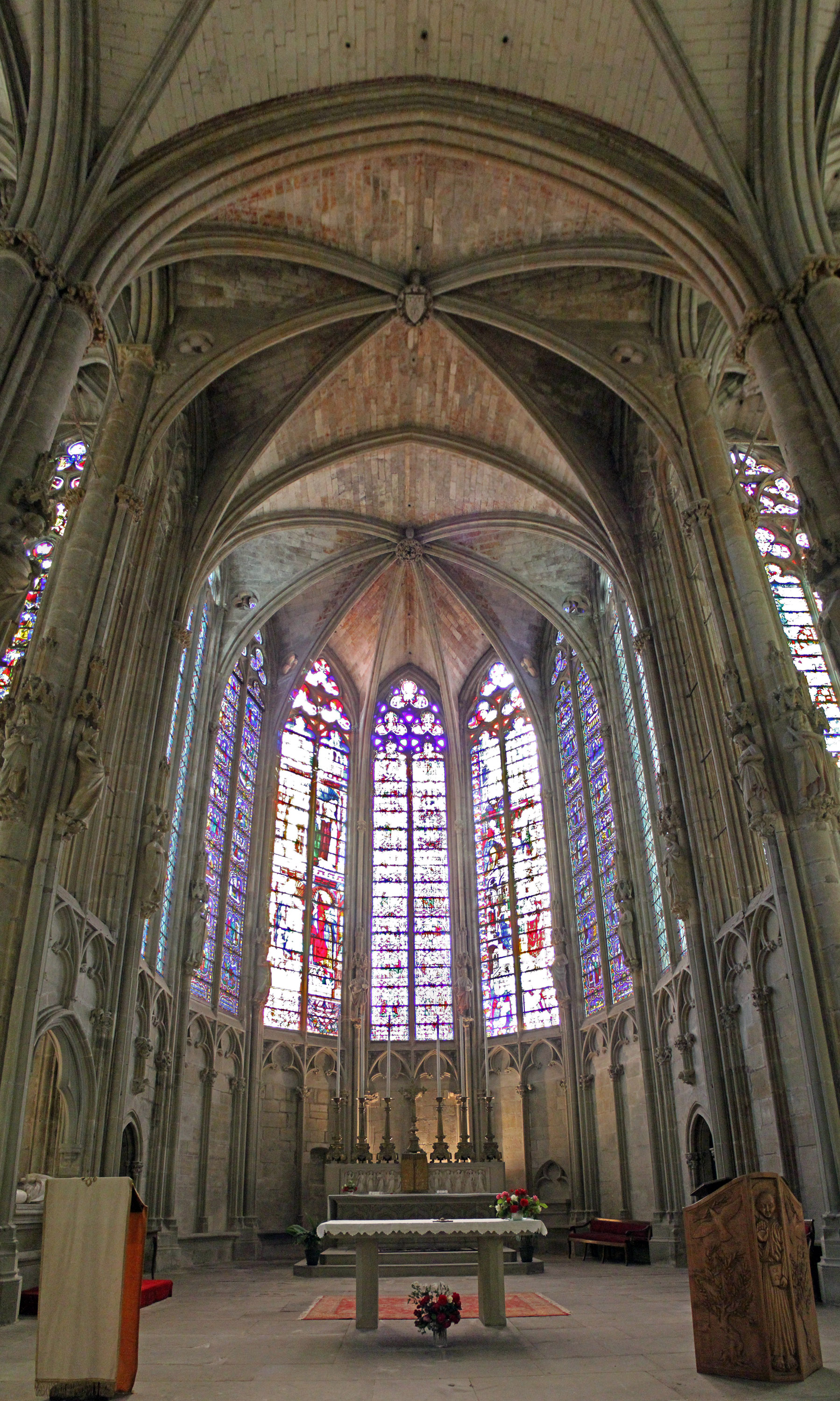
Koor en apsis (hooggotisch)
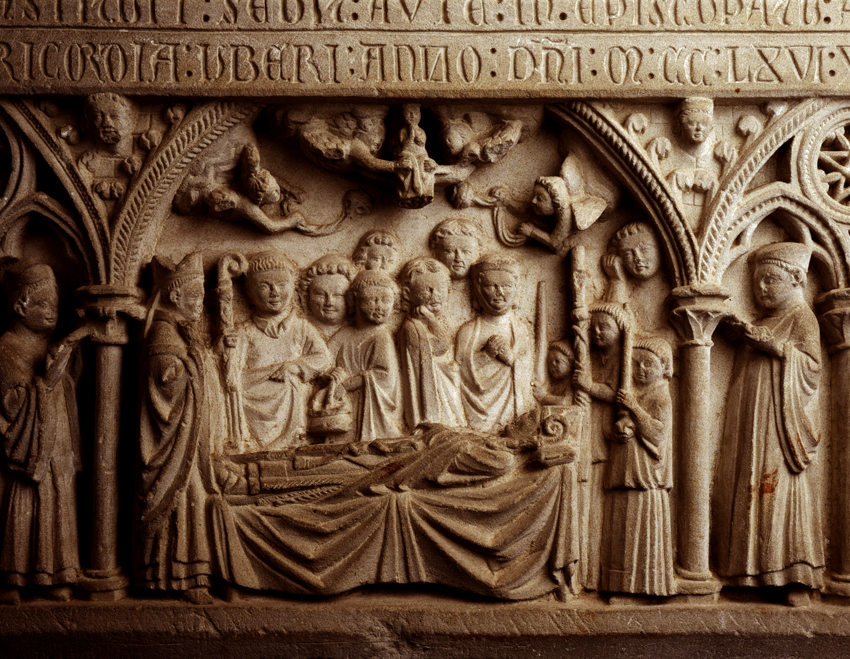
Bisschopsgraf (1266)
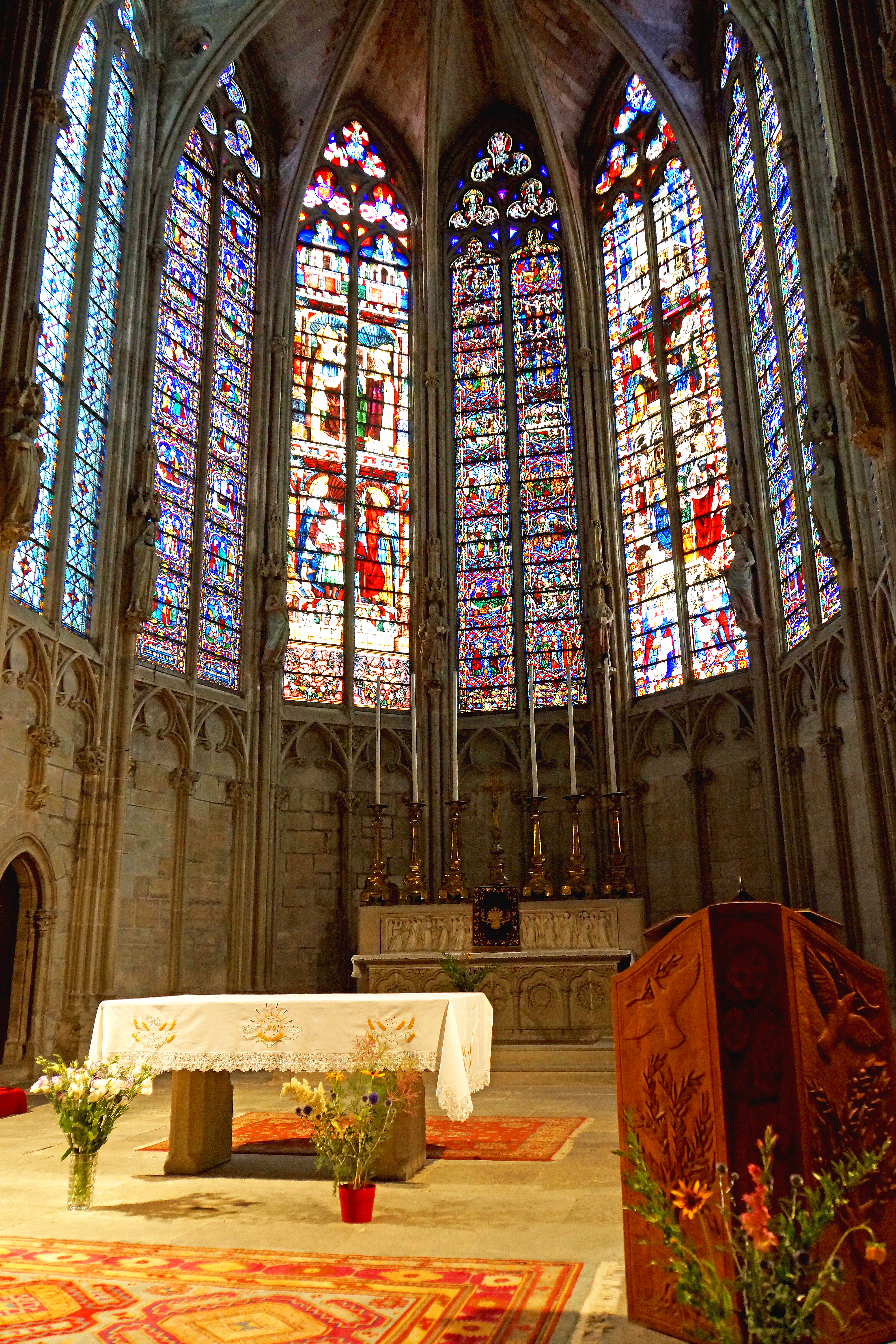
Apsis met hoogaltaar

Aix · Albi · Amiens · Auch · Auxerre · Bayeux · Bayonne · Beauvais · Béziers · Bordeaux · Bourges · Carcassonne · Châlons · Chartres · Clermont-Ferrand · Dijon · Évreux · Laon · Le Mans · Limoges · Lisieux · Lyon · Meaux · Metz · Nantes · Narbonne · Nevers · Orléans · Parijs · Poitiers · Quimper · Reims · Rodez · Rouen · Sées · Sens · Soissons · Straatsburg · Toul · Toulouse · Tours · Troyes